# Leningrad (glasbena skupina)
Leningrad (rusko Ленинград) je ruska ska-punk skupina iz Sankt Peterburga (skupina nosi prejšnje ime tega mesta), ki jo je leta 1997 ustanovil frontman Sergej Šnurov. Preostanek zasedbe ni stalen in vključuje priložnostno od 5 do več kot 20 glasbenikov, vključno s pihalno sekcijo skupine Spitfire.
Skupina je znana predvsem po obscenih, provokativnih pesmih, ki črpajo tematiko iz vsakdanjega življenja v tem ruskem mestu. Šnurov označuje svoj slog za »pornografskega«, besedila vsebujejo obilo kletvic in spolnosti, skozi njih pa izraža kritiko družbenega sistema v Rusiji. Podobno bizarni so njihovi nastopi v živo, ki so jim prinesli kultni status na ruski alternativni sceni. Zaradi provokativnosti se jim državne televizijske in radijske postaje izogibajo, leta 2003 jim je takratni moskovski župan Jurij Lužkov celo popolnoma prepovedal nastopanje v mestu.